# (31750) 1999 JQ84
1999 JQ84 (asteroide 31750) é um asteroide da cintura principal. Possui uma excentricidade de 0.26385840 e uma inclinação de 15.70630º.
Este asteroide foi descoberto no dia 12 de maio de 1999 por LINEAR em Socorro.